# 圣塞尔南德拉尔什
圣塞尔南德拉尔什（法語：Saint-Cernin-de-Larche，法語發音：[sɛ̃ sɛʁnɛ̃ də laʁʃ]，意为“拉尔什的圣塞尔南”）是法国科雷兹省的一个市镇，位于该省西南部，属于布里夫拉盖亚尔德区，临近拉尔什。

## 地理
圣塞尔南德拉尔什（45°6'11"N, 1°24'54"E）面积9.15 平方千米，位于法国新阿基坦大区科雷兹省，该省份为法国中南部省份，北起上维埃纳省和克勒兹省，西接多爾多涅省，南至洛特省，东临多姆山省和康塔爾省。
与圣塞尔南德拉尔什接壤的市镇（或旧市镇、城区）包括：沙尔特里耶-费里耶尔、沙斯托、拉尔什、库兹河畔利萨克、莱科托佩里古尔丹。

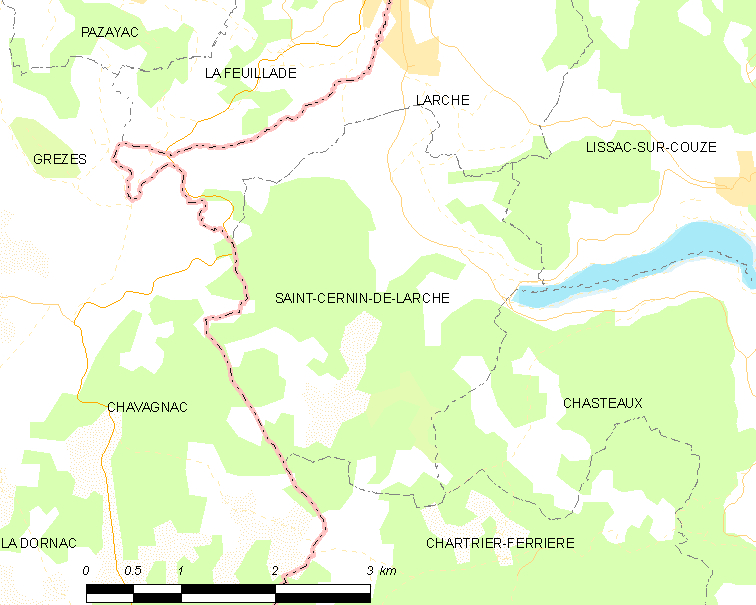
圣塞尔南德拉尔什的OSM定位图

圣塞尔南德拉尔什的时区为UTC+01:00、UTC+02:00（夏令时）。

## 行政
圣塞尔南德拉尔什的邮政编码为19600，INSEE市镇编码为19191。

## 政治
圣塞尔南德拉尔什所属的省级选区为圣庞塔莱翁-德拉尔什县。

## 人口

1962-2008年间圣塞尔南德拉尔什人口变化图示

圣塞尔南德拉尔什于2022年1月1日时的人口数量为678人。